# Remigius Chmurzynski
Remigius Theodor M. Chmurzynski OP (* 8. Oktober 1917 in Berlin; † 6. Mai 2006 in Brühl) war ein deutscher katholischer Theologe.

## Werdegang
Chmurzynski trat 1937 in den Dominikanerorden in Warburg ein. 1947 wurde er zum Priester geweiht und war dann von 1949 bis 1969 Syndikus des Klosters in Walberberg. Für die dort untergebrachte Albertus-Magnus-Akademie gründete er einen Freundeskreis, den er wissenschaftlich-theologisch betreute. Daneben förderte er Bildungseinrichtungen in Entwicklungsländern und christliche Gruppen in Osteuropa. Von 1970 bis 1995 war Chmurzynski Krankenhausseelsorger des Brühler Marienhospitals.

## Ehrungen
- 1967: Verdienstkreuz 1. Klasse der Bundesrepublik Deutschland
- 6. August 1977: Ehrendoktor der Universität Bamberg
- 28. September 1995: Verdienstorden des Landes Nordrhein-Westfalen[1]

## Veröffentlichungen
- Dominikaner in Deutschland (1951)